# S'Estelella
S'Estelella o s'Estalella és una possessió del terme de Llucmajor, Mallorca. Està situada a la costa del migjorn, devora s'Estanyol de Migjorn.
S'Estelella confronta amb les possessions de Purgatori, So n'Avall, es Pas de Vallgornera i Guiameranet i, pel migjorn, amb la ribera de la mar. El 1256 pertanyia a Francesc d'Estalella, de qui prengué el nom. Al segle xiii ja estava dividida entre diversos propietaris. El 1577 tenia una extensió de 373 quarterades. El 1990 hi hagué un projecte de construcció d'una central tèrmica d'electricitat per part de la companyia elèctrica GESA, ja que la seva costa permet la construcció d'un port per a descarregar-hi carbó o fuel. Gràcies a la pressió popular i a l'oposició del propietari el projecte no es dugué a terme.

## Construccions
A la seva costa hi ha la Punta Plana que té un far, la torre de s'Estelella que és una torre d'aguait, un niu de metralladora construït durant la Guerra Civil, un varador i diverses casetes de pescadors que s'han transformat en casetes d'estiueig (poblat de pescadors de s'Estelella).